# Lycosa bonneti
Lycosa bonneti är en spindelart som beskrevs av Guy och Carricaburu 1967. Lycosa bonneti ingår i släktet Lycosa och familjen vargspindlar.
Artens utbredningsområde är Algeriet. Inga underarter finns listade i Catalogue of Life.